# Anatole Litvak

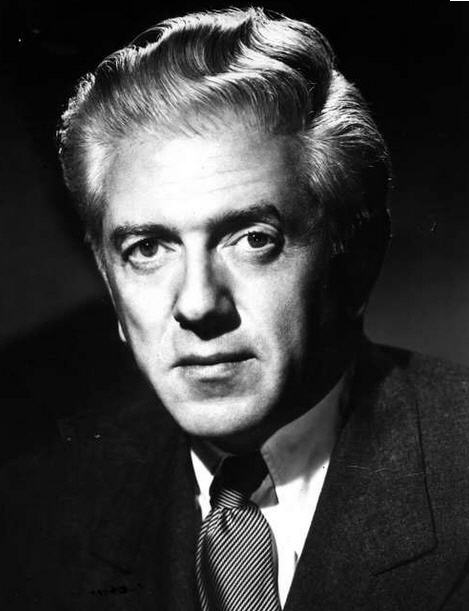
Anatole Litvak

Anatole Litvak geboren als Anatoliy Mikhailovich Litwak (* 10. Mai 1902 in Kiew; † 15. Dezember 1974 in Neuilly-sur-Seine bei Paris) war ein aus dem Russischen Kaiserreich stammender Filmemacher, der in einer Vielzahl von Ländern und Sprachen Filme schrieb, drehte und produzierte.

## Leben
Anfangs arbeitete Litvak, Sohn einer jüdischen Familie, an einem Theater in Sankt Petersburg. Neben seinem Studium der Philosophie nahm er auch Schauspielunterricht. Nach der Oktoberrevolution war er Mitglied einer Theatertruppe und drehte seit 1923 Filme in den Petersburger Nordkino-Studios, den heutigen Lenfilm-Studios. 1925 verließ er die Sowjetunion und ging nach Deutschland, wo er unter anderem den Schnitt von G. W. Pabsts Sozialdrama Die freudlose Gasse übernahm. 1927 war Litvak Regieassistent bei dem großangelegten französischen Kostümfilm Casanova.
Zu Beginn der Tonfilmära führte er erfolgreich Regie bei einigen Komödien mit Dolly Haas, ehe er nach 1933 emigrierte. Er arbeitete danach erfolgreich in England und Frankreich, wo er 1935 den Film Mayerling inszenierte, der die dramatischen letzten Jahre von Kronprinz Rudolf, gespielt von Charles Boyer und seiner Geliebten, gespielt von Danielle Darrieux, zeigte. Alle drei Beteiligte bekamen nach dem internationalen Erfolg Einladungen nach Hollywood. Besonders die Arbeit an Tovarich, der Verfilmung eines Broadwayhits mit Claudette Colbert und Boyer in den Hauptrollen, ebnete Litvak den Weg zu einer erfolgreichen Karriere. 1938 drehte er mit Bette Davis das Melodram Drei Schwestern aus Montana. Die beiden kamen 1940 erneut zusammen bei der Arbeit zu Hölle, wo ist dein Sieg?, einer dramatischen Liebesgeschichte zwischen einer Gouvernante und einem Baron, gespielt von Charles Boyer. Der Film war ein kommerzieller Erfolg und brachte Litvak die Regie bei der Adaption von This Above All ein, der patriotischen Schilderung einer Liebesgeschichte zwischen Tyrone Power und Joan Fontaine. Den Höhepunkt seiner Karriere erreichte er 1948, als er Barbara Stanwyck durch das Kriminaldrama Du lebst noch 105 Minuten (Sorry, Wrong Number) zu ihrer vierten Oscarnominierung leitete. Im selben Jahr drehte er – nach dem Roman von Mary Jane Ward – mit Die Schlangengrube einen Film, der erstmals einen besorgten Blick auf die unhaltbaren Zustände in amerikanischen Nervenheilanstalten warf. Olivia de Havilland spielte eine junge Frau, die zu Unrecht in der Psychiatrie landet und mit Elektroschockbehandlungen und sadistischen Aufsehern zu kämpfen hat.
Zu den bekanntesten Filmen der 1950er-Jahre gehören die Verfilmung von Terence Rattigans The Deep Blue Sea von 1955 mit Vivien Leigh in der Hauptrolle sowie Anastasia, für den Ingrid Bergman 1956 ihren zweiten Oscar gewann. Mit Bergman drehte er einige Jahre später unter anderem noch Lieben Sie Brahms?, der auf dem Roman Aimez-Vous Brahms? von Françoise Sagan basierte. In den 1960er-Jahren pendelte Litvak zwischen amerikanischen und europäischen Film-Engagements. Sein letzter großer Erfolg war 1966 der starbesetzte und kommerziell erfolgreiche Kriegsfilm Die Nacht der Generale.
Litvak war von 1937 bis 1939 in erster Ehe mit der Schauspielerin Miriam Hopkins verheiratet, die Ehe wurde geschieden. 1955 heiratete er Sophie Steur, mit der bis zu seinem Tod zusammenblieb.
Für seine Leistungen erhielt er einen Stern auf dem Hollywood Walk of Fame.

## Filmografie (Auswahl)
- 1930: Dolly macht Karriere
- 1931: Nie wieder Liebe
- 1932: Das Lied einer Nacht
- 1933: Der seltsame Alte (Cette vieille canaille)
- 1935: Blutsbrüder 1918 (L’Équipage)
- 1936: Mayerling
- 1937: The Woman I Love
- 1937: Tovarich
- 1938: Das Doppelleben des Dr. Clitterhouse (The Amazing Dr. Clitterhouse)
- 1938: Drei Schwestern aus Montana (The Sisters)
- 1939: Ich war ein Spion der Nazis (Confessions of a Nazi Spy)
- 1940: Hölle, wo ist dein Sieg? (All This, and Heaven Too)
- 1940: Castle on the Hudson
- 1940: Im Taumel der Weltstadt (City of Conquest)
- 1941: Ufer im Nebel (Out of the Fog)
- 1941: Blues in the Night
- 1942: This Above All
- 1947: Die lange Nacht (The Long Night)
- 1948: Du lebst noch 105 Minuten (Sorry, Wrong Number)
- 1948: Die Schlangengrube (The Snake Pit)
- 1950: Entscheidung vor Morgengrauen (Decision Before Dawn)
- 1955: Lockende Tiefe (The Deep Blue Sea)
- 1956: Anastasia
- 1957: Mayerling (Näheres siehe Audrey Hepburn#Filmografie)[1]
- 1959: Die Reise (The Journey)
- 1960: Lieben Sie Brahms? (Goodbye Again)
- 1962: Die dritte Dimension (Le Couteau dans la plaie)
- 1966: Halb elf in einer Sommernacht (10:30 P.M. Summer) (nur Produktion)
- 1966: Die Nacht der Generale (Night of the Generals)
- 1970: Die Dame im Auto mit Brille und Gewehr (La Dame dans l’auto avec des lunettes et un fusil)